# Setswana
Setswana eller blot tswana er et sprog, der tales i det sydlige Afrika af lidt over 5 millioner mennesker. Det er et bantusprog tilhørende de niger-kordofanske sprog og er tæt beslægtet med de nordlige og sydlige sothosprog samt med kgalagadi og lozi.
Setswana er officielt sprog og lingua franca i Botswana, hvor lidt over en million af landets indbyggere taler det. Størstedelen af de setswanatalende folk lever i Sydafrika, hvor omkring fire millioner mennesker taler sproget. Før ophævelsen af apartheid levede disse folk primært i bantustanen Bophuthatswana. Ud over de to nævnte lande findes der minoriteter i Zimbabwe og Namibia, der taler setswana.